# برنامج هوارد ستيرن
عرض هوارد ستيرن (بالإنجليزية: The Howard Stern Show)، هو برنامج إذاعي أمريكي يُقدمه هوارد ستيرن، حظي بشهرة واسعة عند بثه على نطاق وطني عبر الإذاعة الأرضية انطلاقًا من محطة WXRK في مدينة نيويورك، وذلك بين عامي 1986 و2005. ومنذ عام 2006، يُبث البرنامج على قناتين غير خاضعتين للرقابة يملكهما ستيرن، وهما Howard 100 وHoward 101، عبر خدمة الراديو الفضائي المدفوعة SiriusXM. ومن بين أبرز أعضاء فريق العمل: روبن كويفرز (المشاركة في التقديم ومقدمة الأخبار)، والكاتب فريد نوريس، والمنتج التنفيذي غاري ديلابات، إضافة إلى أعضاء سابقين مثل جاكي مارتلينغ، وبِلي ويست، وجون ميلينديز، وآرتي لانغ.
بدأ ستيرن مسيرته الإذاعية في منتصف سبعينيات القرن العشرين، وطور برنامجه من خلال تقديمه لفقرات صباحية في محطات WRNW في برياركليف مانور بولاية نيويورك، وWCCC-FM في هارتفورد بولاية كونيتيكت، وWWWW في ديترويت. وفي عام 1981، بدأ العمل في محطة WWDC-FM في واشنطن العاصمة، حيث جُمِع لأول مرة مع روبن كويفرز، وحقق البرنامج نجاحًا جماهيريًا. أعقب ذلك ثلاث سنوات قضاها في محطة WNBC بمدينة نيويورك. وبعد إقالته المفاجئة، انتقل ستيرن إلى محطة WXRK، حيث بقي فيها لمدة عشرين عامًا حتى ديسمبر 2005. وخلال تلك الفترة، تم توزيع عرض هوارد ستيرن على 60 سوقًا إذاعيًا، وبلغ عدد مستمعيه ذروته عند 20 مليون شخص. وفي منطقة نيويورك، تصدّر البرنامج الترتيب كأعلى برنامج إذاعي صباحي من حيث نسبة الاستماع من عام 1994 حتى 2001. كما يُعتبر البرنامج الأكثر تعرضًا للغرامات في تاريخ الإذاعة، إذ فرضت عليه لجنة الاتصالات الفيدرالية غرامات بقيمة إجمالية بلغت 2.5 مليون دولار بسبب محتوى اعتُبر فاضحًا أو غير لائق. وفي عام 2004، وقّع ستيرن أول عقد من عدة عقود مدتها خمس سنوات مع شركة Sirius، ويُقال إن قيمة العقد الأول بلغت 500 مليون دولار.
وبالإضافة إلى البث الإذاعي، بدأ تصوير البرنامج منذ عام 1994، وبُث عبر عدد من القنوات التلفزيونية مثل E! وCBS. ثم انتقل إلى قناة HowardTV، وهي قناة رقمية حسب الطلب أسسها ستيرن، واستمرت من عام 2005 حتى 2013. وفي عام 2018، أطلقت شركة Sirius XM تطبيقًا للهواتف الذكية يتيح للمشتركين الوصول إلى مقاطع الفيديو الخاصة بالبرنامج.

## طاقم البرنامج
بالإضافة إلى مسؤولياتهم العادية خلف الكواليس، يظهر بعض أعضاء الطاقم بانتظام على الهواء مع ستيرن لفقرات كوميدية ومحادثات مع ستيرن وكويفرز ومحتوى متنوع آخر.